# Ben zo terug
Ben zo terug was een Nederlandse komedieserie uit 1999 en 2000 die werd uitgezonden door de VARA. De serie werd onder anderen geschreven door Chiem van Houweninge, die eerder afleveringen voor series als Zeg 'ns Aaa en Oppassen!!! schreef, en Joris Lutz.
Er zijn 46 afleveringen gemaakt die werden uitgezonden in twee seizoenen. Het was lang niet zo succesvol als Oppassen!!!.

## Inhoud
De serie speelde zich af rond de kapperszaak "de Hippe knip" in de Watergeusstraat in een volkswijk in Rotterdam. Ferry Pronk is de kapper en ritselaar van de eerste orde. Cockie is kapster in zijn zaak en staat min of meer onder Ferry's bescherming, aangezien haar vader in de gevangenis zit maar ook Ferry heeft geen brandschoon verleden. Akerslot is klant en een onkreukbare maar ook oerconservatieve oud politieagent (denk daarbij aan begin jaren 60 van de 20e eeuw). Hiero huurt de bovenetage en heeft er zijn atelier. Hassan huurt de kelder en heeft daar zijn confectie-atelier. Zijn "Opa Dede" zit geregeld thee te drinken in de kapperzaak maar zegt vrijwel niets en spreekt vrijwel geen Nederlands.
In de serie stond een kapperszaak centraal. Behalve kapperszaak was het ook een ontmoetingsplaats voor de buurtbewoners die er konden thee drinken of flipperen. Alhoewel een komedie werden er wel maatschappelijke onderwerpen aangesproken, zoals discriminatie, onderklasse tegen bovenklasse etc.

## Rolverdeling
- John Buijsman - Ferry Pronk (kapper en ex-bokser met een klein hartje)
- Gees Linnebank - De heer Akerslot (oud-militair)
- Irma Hartog - Judith (nieuwe wijkagent)
- René van Zinnicq Bergmann - Hiero Sauvigny de Montrachet (kunstenaar, die een oogje heeft op Cockie)
- Anne Martien Lousberg - Cockie Versteeg (kapster)
- Theo Pont - Toon Versteeg (vader Cockie)
- Ali Çifteci - Hassan (onderhuurder van het pand, eigenaar naai atelier)
- Mustafa Kaymak - Opa Dede
- Sascha Visser - Mark (zoontje van Judith)
- Guus Dam - Ramboo (oude wijkagent)
- Kenneth Herdigein - Ken
- Hero Muller - Ome Cor

## Seizoen 1 (1999)
| Seizoen | Seizoen | Afleveringen | Periode NL                 |
| ------- | ------- | ------------ | -------------------------- |
|         | 1       | 13           | 6 maart 1999 – 29 mei 1999 |

|  | #  | Titel                  | Uitzenddatum NL |
|  | -- | ---------------------- | --------------- |
|  | 1  | Babylon                | 6 maart 1999    |
|  | 2  | Verkassen              | 13 maart 1999   |
|  | 3  | Zonnebloemen           | 20 maart 1999   |
|  | 4  | Stilleven              | 27 maart 1999   |
|  | 5  | Surprise-Party         | 3 april 1999    |
|  | 6  | Supermodelletje        | 10 april 1999   |
|  | 7  | Upgraden               | 12 april 1999   |
|  | 8  | Rake klappen           | 24 april 1999   |
|  | 9  | Oranje boven           | 1 mei 1999      |
|  | 10 | De eeuwige jachtvelden | 8 mei 1999      |
|  | 11 | Een gouden kans        | 15 mei 1999     |
|  | 12 | Blaffende honden       | 22 mei 1999     |
|  | 13 | Stoppen                | 29 mei 1999     |

## Seizoen 2 (1999-2000)
| Seizoen | Seizoen | Afleveringen | Periode NL                      |
| ------- | ------- | ------------ | ------------------------------- |
|         | 2       | 13           | 27 november 1999 – 4 maart 2000 |

|  | #  | Titel                         | Uitzenddatum NL  |
|  | -- | ----------------------------- | ---------------- |
|  | 14 | De kleur van bloed            | 27 november 1999 |
|  | 15 | Portret                       | 4 december 1999  |
|  | 16 | Levenskunst                   | 11 december 1999 |
|  | 17 | Varkentje wassen              | 18 december 1999 |
|  | 18 | Aanstippen                    | 8 januari 2000   |
|  | 19 | Niet voor de poes             | 15 januari 2000  |
|  | 20 | Het dilemma                   | 22 januari 2000  |
|  | 21 | Het paars van troje           | 29 januari 2000  |
|  | 22 | Muizenissen                   | 5 februari 2000  |
|  | 23 | Koffie caragillo              | 12 februari 2000 |
|  | 24 | Vrijheid, blijheid            | 19 februari 2000 |
|  | 25 | Professor Bakaba              | 26 februari 2000 |
|  | 26 | Wat niet weet, wat niet deert | 4 maart 2000     |

## Seizoen 3 (2000)
| Seizoen | Seizoen | Afleveringen | Periode NL                     |
| ------- | ------- | ------------ | ------------------------------ |
|         | 3       | 20           | 10 juni 2000 – 28 oktober 2000 |

|  | #  | Titel                     | Uitzenddatum NL   |
|  | -- | ------------------------- | ----------------- |
|  | 27 | Coach Ferry               | 10 juni 2000      |
|  | 28 | Feyenoord-Ajax            | 17 juni 2000      |
|  | 29 | Akerslot's nachtmerrie    | 24 juni 2000      |
|  | 30 | Winnaars en verliezers    | 1 juli 2000       |
|  | 31 | Vrije val                 | 8 juli 2000       |
|  | 32 | Surprise                  | 15 juli 2000      |
|  | 33 | Vrijdag de 13e            | 22 juli 2000      |
|  | 34 | Het balboekje             | 29 juli 2000      |
|  | 35 | Geld maakt niet gelukkig  | 5 augustus 2000   |
|  | 36 | Grensverleggende kunst    | 12 augustus 2000  |
|  | 37 | Hebzucht                  | 19 augustus 2000  |
|  | 38 | Cockies geheim            | 26 augustus 2000  |
|  | 39 | Als je haar maar goed zit | 2 september 2000  |
|  | 40 | Positief denken           | 16 september 2000 |
|  | 41 | Koninginnedag             | 23 september 2000 |
|  | 42 | Joke                      | 30 september 2000 |
|  | 43 | Mannen                    | 7 oktober 2000    |
|  | 44 | Creatief in zaken         | 14 oktober 2000   |
|  | 45 | Het Odiliacomplex         | 21 oktober 2000   |
|  | 46 | Tante Cato                | 28 oktober 2000   |